# Caramoan
Caramoan è una municipalità di quarta classe delle Filippine, situata nella Provincia di Camarines Sur, nella Regione del Bicol.
Caramoan è formata da 49 baranggay:
- Agaas
- Antolon
- Bacgong
- Bahay
- Bikal
- Binanuahan (Pob.)
- Cabacongan
- Cadong
- Canatuan
- Caputatan
- Colongcogong
- Gogon
- Daraga
- Gata
- Gibgos
- Guijalo
- Hanopol
- Hanoy
- Haponan
- Ilawod
- Ili-Centro (Pob.)
- Lidong
- Lubas
- Malabog
- Maligaya

- Mampirao
- Mandiclum (Mandiclom)
- Maqueda
- Minalaba
- Oring
- Oroc-Osoc
- Pagolinan
- Pandanan
- Paniman
- Patag-Belen
- Pili-Centro
- Pili-Tabiguian
- Poloan
- Salvacion
- San Roque
- San Vicente
- Santa Cruz
- Solnopan
- Tabgon
- Tabiguian
- Tabog
- Tawog (Pob.)
- Toboan
- Terogo